# Muel (Hiszpania)
Muel – gmina w Hiszpanii, w prowincji Saragossa, w Aragonii, o powierzchni 79,17 km². W 2023 roku gmina liczyła 1450 mieszkańców.